# Ediciones Sinsentido
Ediciones Sinsentido (también deletreado Ediciones Sins Entido) es una editorial y librería especializada en cómic española, ubicada en Madrid y fundada por Jesús Moreno en 1999. Publica principalmente novelas gráficas, tanto de autores nacionales (Ángel de la Calle, Ricard Castells, Sergio García, Sonia Pulido), como extranjeros (Zeina Abirached, David B, Sascha Hommer, Aude Picault, Seth, Lewis Trondheim), a un ritmo de unas 10 o 15 novedades al año. En su sede del barrio de Chueca (calle Válgame Dios, 6), se organizan conferencias, exposiciones, firmas y presentaciones.

## Trayectoria
Ediciones Sinsentido fue fundada en 1999 por Jesús Moreno, de profesión arquitecto, pero que llevaba vinculado al cómic desde los años 1980. Pretendía crear un espacio de comunicación entre autores y lectores, a la manera de las librerías de su juventud. Ese mismo año lanzó, dentro de su colección Sinlímite, los álbumes Poco de Ricard Castells, Relaciones de Federico del Barrio y Exilios de Isidro Ferrer y Grassa Toro. 
A partir de 2002 y en colaboración con el Injuve, editó los primeros cuatro números de la revista Tos, continuada luego por Astiberri. Lanzó también la colección Sin Palabras, compuesta por libros teóricos, y fuera de ella, la enciclopedia Atlas español de la cultura popular. De la historieta y su uso, 1873-2000 de Jesús Cuadrado y Anatomía de una historieta de Sergio García. Cuadrado coordinó también las obras colectivas "Plagio de encantes" (2001), "El corazón de las tinieblas" (2002). Tapa Roja (2004) y Lanza en astillero (2005), compuestas -todas- de adaptaciones.
En 2005, nació el Espacio Sins Entido.
En 2006, asumió la coedición de los últimos números de la revista "Nosotros Somos Los Muertos". 
A principios de 2008, organizó la exposición Sin nosotras, con originales de las españolas Lola Lorente y Sonia Pulido y las francesas Rachel Deville y Catel Muller. También tuvo lugar la primera edición del Premio Internacional de Novela Gráfica Fnac-Sins entido.
En 2010 recibió el Premio a la mejor librería especializada del Salón Internacional del Cómic de Barcelona. Consiguió hacerse también con los derechos de Asterios Polyp, la última obra de David Mazzucchelli.

## Premio Internacional de Novela Gráfica Fnac-Sins entido
Entre 2008 y 2013, en colaboración con Fnac, Ediciones Sinsentido entregó un premio a la mejor novela gráfica: 
- Fueye, de Jorge González (2008);
- La estación de las flechas, de Guillaume Trouillard y Samuel Stento (2009);
- ¡Pintor!, de Esteban Hernández (2010);
- La muchacha salvaje, de Mireia Pérez (2011);
- Miércoles, de Juan Berrio (2012).
- Un médico novato, de Sento (2013).[7]